# Takashi Hirajima
Takashi Hirajima (平島 崇 Hirajima Takashi?, nacido el 3 de febrero de 1982 en Osaka) es un exfutbolista japonés. Jugaba de defensa y su último club fue el AC Nagano Parceiro de Japón.

## Trayectoria

### Clubes
| Club               | País  | Año         |
| ------------------ | ----- | ----------- |
| Avispa Fukuoka     | Japón | 2000 - 2001 |
| Avispa Fukuoka     | Japón | 2003 - 2006 |
| Kyoto Sanga FC     | Japón | 2007 - 2008 |
| Cerezo Osaka       | Japón | 2008 - 2009 |
| Tokushima Vortis   | Japón | 2010 - 2012 |
| AC Nagano Parceiro | Japón | 2013        |

## Estadística de carrera

### J. League
| Club             | Año   | J. League | J. League | Copa J. League | Copa J. League | Total | Total |
| Club             | Año   | Part.     | Goles     | Part.          | Goles          | Part. | Goles |
| ---------------- | ----- | --------- | --------- | -------------- | -------------- | ----- | ----- |
| Avispa Fukuoka   | 2000  | 23        | 2         | 4              | 0              | 27    | 2     |
| Avispa Fukuoka   | 2001  | 20        | 1         | 1              | 0              | 21    | 1     |
| Avispa Fukuoka   | 2003  | 11        | 0         | -              | -              | 11    | 0     |
| Avispa Fukuoka   | 2004  | 36        | 1         | -              | -              | 36    | 1     |
| Avispa Fukuoka   | 2005  | 5         | 0         | -              | -              | 5     | 0     |
| Avispa Fukuoka   | 2006  | 2         | 0         | 2              | 0              | 4     | 0     |
| Kyoto Sanga FC   | 2007  | 38        | 0         | -              | -              | 38    | 0     |
| Kyoto Sanga FC   | 2008  | 12        | 0         | 4              | 0              | 16    | 0     |
| Cerezo Osaka     | 2008  | 8         | 0         | -              | -              | 8     | 0     |
| Cerezo Osaka     | 2009  | 27        | 0         | -              | -              | 27    | 0     |
| Tokushima Vortis | 2010  | 36        | 2         | -              | -              | 36    | 2     |
| Tokushima Vortis | 2011  | 10        | 0         | -              | -              | 10    | 0     |
| Tokushima Vortis | 2012  | 12        | 0         | -              | -              | 12    | 0     |
| Total            | Total | 240       | 6         | 11             | 0              | 251   | 6     |